# Dyspessa saldaitisi
Dyspessa saldaitisi is een vlinder uit de familie van de Houtboorders (Cossidae). De wetenschappelijke naam van deze soort is voor het eerst voorgesteld door Roman Viktorovitsj Jakovlev in een publicatie uit 2011.
De soort is vernoemd naar de Litouwse entomoloog Aidas Saldaitis, die het eerste specimen van deze soort heeft gevonden in de provincie Govĭ-Altaj.
De soort komt voor in Mongolië.